# Maps (singel Yeah Yeah Yeahs)
"Maps" – singel zespołu Yeah Yeah Yeahs z ich debiutanckiego albumu, Fever to Tell, wydany 10 lutego 2004. Tematem utworu jest związek pomiędzy wokalistką zespołu, Karen O, a frontmanem zespołu Liars, Angusem Andrew. W 2009 "Maps" została wybrana najlepszą alternatywną miłosną piosenką przez NME. Utwór uplasował się na 6. miejscu listy najlepszych 500 piosenek dekady według Pitchfork Media.
Teledysk do utworu był nominowany do MTV Video Music Awards w czterech kategoriach: Best Art Direction, Best Editing, Best Cinematography i MTV2 Award.

## Lista utworów
1. "Maps"
2. "Countdown"
3. "Miles Away" (John Peel Sessions)

"Miles Away" jest nowo nagraną wersją utworu z debiutanckiego EP zespołu, Yeah Yeah Yeahs.

## Covery
"Maps" był coverowany przez The White Stripes na Reading Festival w 2004, Arcade Fire w The Jo Whiley Show w Live Lounge oraz przez Teda Leo i Kelly Clarkson jako część kompozycji "Since U Been Gone". Jazzowe trio The New Standards umieściło "Maps" na swoim albumie Rock and Roll. Zespół Radiohead również wykonał cover tego utworu na Reading Festival w 2009.

## Listy przebojów
| Lista przebojów (2003)           | Pozycja |
| -------------------------------- | ------- |
| UK Official Charts               | 26      |
| Lista przebojów (2004)           | Pozycja |
| Billboard Hot Modern Rock Tracks | 9       |
| Billboard Hot 100                | 87      |